# Горохово (Иркутская область)
Горо́хово — село в Иркутском районе Иркутской области России. Административный центр Гороховского муниципального образования.

## География
Находится в 70 км к северу от Иркутска на реке Балей.

## Население
| 2002 | 2010 | 2011 | 2012 |
| ---- | ---- | ---- | ---- |
| 754  | ↘736 | ↗741 | ↗754 |

По данным Всероссийской переписи, в 2010 году в селе проживало 736 человек (347 мужчин и 389 женщин).